# Paweł Stefaniak (1893–1952)
Paweł Stefaniak (ur. 21 października 1893 w Jastkowie, zm. 19 kwietnia 1952 w Żaganiu) – polski murarz, działacz niepodległościowy, kawaler Orderu Virtuti Militari, sierżant Wojska Polskiego.

## Życiorys
Urodził się 21 października 1893 w Jastkowie, w ówczesnym powiecie lubelskim guberni lubelskiej, w rodzinie Stanisława i Zofii z Serafinów. Ukończył trzy oddziały szkoły ludowej w Lublinie, następnie, po odbyciu praktyki, pracował jako czeladnik murarski. W 1914 został wcielony do armii rosyjskiej i wysłany na front; po roku służby zdezerterował.
10 listopada 1916 wstąpił do Legionów Polskich i został przydzielony do oddziału rekrutów. 7 grudnia 1916 został przeniesiony do II batalionu 2 pułku piechoty. 26 listopada 1917 odszedł ze Szpitala Nr 1 w Przemyślu do Dowództwa Uzupełnień Polskiego Korpusu Posiłkowego, a następnie do 2 pułku piechoty. 5 stycznia 1918 wykazany w kolumnie sanitarnej, służył jako szeregowiec do rozwiązania korpusu 16 lutego 1918. Po bitwie pod Rarańczą został internowany na terytorium Zalitawii.
W 1918, po odzyskaniu niepodległości, rozpoczął służbę w Milicji Ludowej, a po jej rozwiązaniu, w następnym roku wstąpił jako ochotnik do 34 pułku piechoty. Walczył na wojnie z bolszewikami w szeregach 8 kompanii II batalionu 34 pp. Awansował na plutonowego, wyróżnił się 7 maja 1920 w bitwie pod Rzeczycą. 26 maja 1920 dowódca 8 kompanii, podporucznik Zygmunt Wroczyński sporządził „wniosek na odznaczenie orderem «Virtuti Militari»”, w którym napisał:

plut. Stefaniak przy ataku na wieś Goroszków miał zadanie oskrzydlić nieprzyjaciela i odciąć mu drogę odwrotu na Dubrowicę. Zadanie to spełnił w zupełności. Pod silnym ogniem karabinów maszynowych i karabinów ręcznych rzucił się do ataku, porywając swoją osobistą odwagą żołnierzy, odciął odwrót nieprzyjacielowi tak, iż bolszewicy zmuszeni byli uciekać przez bagna, gdzie prawie wszyscy wyginęli. W rezultacie akcji było całkowite rozbicie 415 pułku bolszewickiego, wzięcie 3 karabinów maszynowych, 27 jeńców, kancelarii pułku i kilku aparatów telefonicznych.

W bitwie pod Jabłonką (3–4 sierpnia 1920) dostał się do niewoli bolszewickiej, z której zbiegł i wrócił do macierzystego oddziału. Rozkazem nr 1 Dowództwa 3 Armii z 15 lutego 1921 został odznaczony Orderem Virtuti Militari. Nadanie orderu zostało 19 lutego 1921 zatwierdzone przez Naczelnego Wodza. W 1923, na własną prośbę, został przeniesiony do rezerwy w stopniu sierżanta.
Po zwolnieniu z wojska do połowy lat 30. XX w. utrzymywał się z dorywczej pracy murarza. Mieszkał w Lublinie przy ul. Drobnej 32, tam też uzupełniał wykształcenie w szkole wieczorowej. Po 1935 przeniósł się do Gdyni na ul. Sambora 8, a później ul. Kalksztajnów 28d.
Był żonaty z Heleną (ur. 1903), z którą miał syna Jerzego (ur. 1933). W 1940 razem z żoną i synem został wysiedlony z Gdyni do Lublina.
Zmarł 19 kwietnia 1952 w Żaganiu i został pochowany na cmentarzu tamtejszej parafii Nawiedzenia Najświętszej Maryi Panny (sektor 1, kwatera D).

## Ordery i odznaczenia
- Krzyż Srebrny Orderu Wojskowego Virtuti Militari nr 3875 – 19 lutego 1921[3][1][6][7]
- Medal Niepodległości – 21 kwietnia 1937 „za pracę w dziele odzyskania niepodległości”[8][2][9]
- Odznaka Pamiątkowa Frontu Litewsko-Białoruskiego[1]